# Sistema Harmonizado
O Sistema Harmonizado (SH), na verdade uma sigla condensada de Sistema Harmonizado de Designação e Codificação de Mercadorias, é uma nomenclatura aduaneira, utilizada internacionalmente como um sistema padronizado de codificação e classificação de produtos de importação e exportação, desenvolvido e mantido pela Organização Mundial das Alfândegas (OMA).
A padronização das mercadorias por meio de códigos proporcionou tanto a facilitação das negociações comerciais, quanto às comparações estatísticas internacionais. Isso foi possível uma vez que uma mesma mercadoria passou a ser conhecida por um único código internacional em nível mundial: feita menção a um determinado código, empresas de qualquer país rapidamente identificariam a mercadoria em questão. No que tange às estatísticas, a codificação é um meio eficiente para tabulação das informações.
Em termos práticos, o SH vem sendo utilizado na elaboração das tarifas de direitos aduaneiros e de frete, das estatísticas do comércio de importação e de exportação, de produção e dos diferentes meios de transporte de mercadorias, entre outras aplicações.
O SH foi criado em 1983. O Brasil aderiu à Convenção Internacional sobre o Sistema Harmonizado de Designação e Codificação de Mercadorias em 31/10/1986. Em 1988, o SH entrou em vigor em nível internacional. E, em 1989, o Brasil passou a utilizá-lo. Atualmente, 190 países utilizam o SH, representando a quase totalidade do comércio mundial de bens.
As mercadorias são classificadas de acordo com um ordenamento lógico, em ordem crescente de “sofisticação” ou participação humana na criação do bem. Por esse motivo, o primeiro capítulo é o de animais vivos e o último, obras de arte.
O SH foi estruturado em 21 seções e 99 capítulos, sendo que apenas 96 foram utilizados. O Capítulo 77 está em branco, reservado para uma eventual utilização futura, e os Capítulos 98 e 99 estão em branco para usos especiais pelas partes contratantes. O Brasil, por exemplo, utiliza o Capítulo 99 para registrar operações especiais na exportação.
No SH, toda referência a uma mercadoria deve ser expressa em 6 dígitos. Os dois primeiros dígitos indicam o capítulo no qual a mercadoria está inserida. O 3º e 4º dígitos indicam a posição da mercadoria dentro do capítulo. O 5º dígito indica a subposição simples, de primeiro nível ou “de um travessão”. O 6º dígito indica a subposição composta, de segundo nível  ou “de dois travessões”.

A nomenclatura SH é composta de seis dígitos, como por exemplo: 0103.91 - Animais Vivos da Espécie Suína outros de peso inferior a 50 kg.
Os dois primeiros dígitos (01 neste exemplo) representam o capítulo no qual foi classificado a mercadoria, ou seja, Animais Vivos.
O terceiro e quarto dígito (03 neste exemplo) representam a posição, dentro do capítulo correspondente, da mercadoria, neste caso Animais Vivos da Espécie Suína.
O Quinto dígito (9 neste exemplo) está relacionado a subposição simples ou de 1º nível, ou seja, Outros.
O sexto dígito (1 neste exemplo) está relacionado a subposição composta ou de 2º nível, ou seja, De peso inferior a 50 kg.

Um sistema de classificação, para ser coerente e uniforme, deve assegurar que cada mercadoria somente corresponda a uma única classificação, de forma simples e inequívoca. E mais: deve possibilitar o enquadramento na Nomenclatura de todo e qualquer produto existente na natureza, inclusive os que venham a existir. Neste sentido, para a classificação de uma mercadoria no SH devem ser seguidas as Regras Gerais de Interpretação – RG, as Regras Gerais Complementares – RGC e, subsidiariamente, as Notas Explicativas do SH – NESH.

## Regras Gerais de Interpretação
1-	Os títulos das Seções, Capítulos e Subcapítulos têm apenas valor indicativo. Para os efeitos legais, a classificação é determinada pelos textos das posições e das Notas de Seção e de Capítulo e, desde que não sejam contrárias aos textos das referidas posições e Notas, pelas Regras seguintes:

2.a- Qualquer referência a um artigo em determinada posição abrange esse artigo mesmo incompleto ou inacabado, desde que apresente, no estado em que se encontra, as características essenciais do artigo completo ou acabado. Abrange igualmente o artigo completo ou acabado, ou como tal considerado nos termos das disposições precedentes, mesmo que se apresente desmontado ou por montar.
2.b- Qualquer referência a uma matéria em determinada posição diz respeito a essa matéria, quer em estado puro, quer misturada ou associada a outras matérias. Da mesma forma, qualquer referência a obras de uma matéria determinada abrange as obras constituídas inteira ou parcialmente por essa matéria. A classificação destes produtos misturados ou artigos compostos efetua-se conforme os princípios enunciados na Regra 3.
3- Quando pareça que a mercadoria pode classificar-se em duas ou mais posições por aplicação da Regra 2 b) ou por qualquer outra razão, a classificação deve efetuar-se da forma seguinte:

3.a- A posição mais específica prevalece sobre as mais genéricas. Todavia, quando duas ou mais posições se refiram, cada uma delas, a apenas uma parte das matérias constitutivas de um produto misturado ou de um artigo composto, ou a apenas um dos componentes de sortidos acondicionados para venda a retalho, tais posições devem considerar-se, em relação a esses produtos ou artigos, como igualmente específicas, ainda que uma delas apresente uma descrição mais precisa ou completa da mercadoria.

3.b- Os produtos misturados, as obras compostas de matérias diferentes ou constituídas pela reunião de artigos diferentes e as mercadorias apresentadas em sortidos acondicionados para venda a retalho, cuja classificação não se possa efetuar pela aplicação da Regra 3 a), classificam-se pela matéria ou artigo que lhes confira a característica essencial, quando for possível realizar esta determinação.

3.c- Nos casos em que as Regras 3 a) e 3 b) não permitam efetuar a classificação, a mercadoria classifica-se na posição situada em último lugar na ordem numérica, dentre as suscetíveis de validamente se tomarem em consideração.

4- As mercadorias que não possam ser classificadas por aplicação das Regras acima enunciadas classificam-se na posição correspondente aos artigos mais semelhantes.

5- Além das disposições precedentes, as mercadorias abaixo mencionadas estão sujeitas às Regras seguintes:

5.a- Os estojos para aparelhos fotográficos, para instrumentos musicais, para armas, para instrumentos de desenho, para jóias e receptáculos semelhantes, especialmente fabricados para conterem um artigo determinado ou um sortido, e suscetíveis de um uso prolongado, quando apresentados com os artigos a que se destinam, classificam-se com estes últimos, desde que sejam do tipo normalmente vendido com tais artigos. Esta Regra, todavia, não diz respeito aos receptáculos que confiram ao conjunto a sua característica essencial.

5.b- Sem prejuízo do disposto na Regra 5 a), as embalagens contendo mercadorias classificam-se com estas últimas quando sejam do tipo normalmente utilizado para o seu acondicionamento. Todavia, esta disposição não é obrigatória quando as embalagens sejam claramente suscetíveis de utilização repetida.

6- A classificação de mercadorias nas subposições de uma mesma posição é determinada, para efeitos legais, pelos textos dessas subposições e das Notas de Subposição respectivas, assim como, mutatis mutandis, pelas Regras precedentes, entendendo-se que apenas são comparáveis subposições do mesmo nível. Para os fins da presente Regra, as Notas de Seção e de Capítulo são também aplicáveis, salvo disposições em contrário.

## Regras Gerais Complementares
1. (RGC-1) As Regras Gerais para Interpretação do Sistema Harmonizado se aplicarão, "mutatis mutandis", para determinar dentro de cada posição ou subposição, o item aplicável e, dentro deste último, o subitem correspondente, entendendo-se que apenas são comparáveis desdobramentos regionais (itens e subitens) do mesmo nível.
2. (RGC-2) As embalagens contendo mercadorias e que sejam claramente suscetíveis de utilização repetida, mencionadas na Regra 5 b), seguirão seu próprio regime de classificação sempre que estejam submetidas aos regimes aduaneiros especiais de admissão temporária ou de exportação temporária. Caso contrário, seguirão o regime de classificação das mercadorias.